# One Shot 1998
Le migliori canzoni del 1998 in questo album della collana One Shot dalla Universal Music.

## One Shot 1998 (CD 1)
| Traccia | Artista                      | Titolo                       | Durata |
| ------- | ---------------------------- | ---------------------------- | ------ |
| 1       | Britney Spears               | ...Baby One More Time        | 3.30   |
| 2       | Mousse T. vs. Hot 'n' Juicy  | Horny '98                    | 3.49   |
| 3       | New Radicals                 | You Get What You Give        | 4.08   |
| 4       | Jennifer Paige               | Crush                        | 3.20   |
| 5       | Jamiroquai                   | Deeper Underground           | 3.33   |
| 6       | Stardust                     | Music Sounds Better with You | 4.21   |
| 7       | Billie Myers                 | Kiss the Rain                | 4.30   |
| 8       | The Tamperer feat. Maya      | Feel It                      | 2.57   |
| 9       | Fatboy Slim                  | The Rockafeller Skank        | 3.55   |
| 10      | Savage Garden                | Truly Madly Deeply           | 4.36   |
| 11      | Shania Twain                 | Man! I Feel like a Woman!    | 3.52   |
| 12      | Touch & Go                   | Would You...?                | 3.10   |
| 13      | David Morales pres. The Face | Needin U                     | 3.49   |
| 14      | Des'ree                      | Life                         | 3.09   |
| 15      | Bran Van 3000                | Drinking in L.A.             | 3.56   |
| 16      | Neja                         | Restless                     | 4.03   |
| 17      | Aqua                         | Doctor Jones                 | 4.06   |
| 18      | Navy vs. Eniac               | Superstar                    | 3.43   |
| 19      | The All Seeing I             | Beat Goes On                 | 4.01   |
| 20      | Morcheeba                    | The Sea                      | 5.47   |

## One Shot 1998 (CD 2)
| Traccia | Artista                                               | Titolo                                                 | Durata |
| ------- | ----------------------------------------------------- | ------------------------------------------------------ | ------ |
| 1       | Cornershop                                            | Brimful of Asha (The Norman Cook Remix Single Version) | 4.01   |
| 2       | The Cardigans                                         | Erase/Rewind                                           | 3.36   |
| 3       | Eagle-Eye Cherry                                      | Save Tonight                                           | 3.55   |
| 4       | All Saints                                            | Lady Marmalade (Remix 98)                              | 4.03   |
| 5       | Gala                                                  | Come into My Life (Molella & Phil Jay Edit Mix)        | 3.25   |
| 6       | Molella and Phil Jay pres. Heaven 17 meets Fast Eddie | With This Ring Let Me Go                               | 3.07   |
| 7       | Emilia                                                | Big Big World (Pierre Js Big Radio Remix)              | 3.30   |
| 8       | Anouk                                                 | Nobody's Wife                                          | 3.24   |
| 9       | Semisonic                                             | Closing Time                                           | 3.50   |
| 10      | 2 Eivissa                                             | Oh La La La                                            | 3.30   |
| 11      | X-Treme                                               | Love Song                                              | 3.51   |
| 12      | Wamdue Project                                        | King of My Castle                                      | 3.26   |
| 13      | Faithless                                             | God Is a DJ                                            | 3.27   |
| 14      | Manic Street Preachers                                | If You Tolerate This Your Children Will Be Next        | 4.49   |
| 15      | Brandy & Monica                                       | The Boy Is Mine                                        | 4.00   |
| 16      | Deep Dish with Everything But The Girl                | The Future of The Future (Stay Gold)                   | 3.59   |
| 17      | 4hero                                                 | Star Chasers                                           | 3.58   |
| 18      | Bamboo                                                | Bamboogie                                              | 3.32   |
| 19      | Gigi D'Agostino                                       | Elisir                                                 | 5.33   |
| 20      | Dario G                                               | Carnaval De Paris                                      | 5.07   |